# Спик, Джон Хеннинг
Джон Хеннинг Спик (4 мая 1827 — 15 сентября 1864) — офицер британской индийской армии, исследователь Африки, в 1858 году обнаруживший озеро Виктория, а вместе с тем и исток Белого Нила.

## Биография
Джон Спик родился 4 мая 1827 года в городе Бидефорд британского графства Девон. В 1844 году был направлен служить в британскую армию Индии, где принял участие в Первой англо-сикхской войне. Впоследствии исследовал Гималаи и Тибет.
В 1854 году впервые принял участие в исследовательской экспедиции Ричарда Фрэнсиса Бёртона в Сомали. Однако экспедицию везде преследовали неудачи. В результате нападения Бёртон и Спик были серьёзно ранены: в Спика несколько раз вонзили копьё, а Бёртону пронзили щёку. Однако обоим путешественникам удалось спастись. Спик вернулся в Англию и, вылечившись, отправился на Крымскую войну.

В 1856 году Спик и Бёртон организовали новую экспедицию, но уже в Восточную Африку с целью открытия Великих озёр, которые, по слухам, находились в центре континента. Путешественники также не теряли надежды найти исток Нила, который, предположительно, находился в озере Малави (или озеро Ньяса). Экспедиция была очень сложной. Её участники страдали от тропических заболеваний. А Спик даже временно оглох, когда в его ухо попал жук (его удалось вытащить только с помощью ножа), а впоследствии — временно ослеп. Экспедиции удалось в феврале 1858 года открыть озеро Танганьика, ошибочно принятое Бёртоном за исток Нила. Из-за болезни Бёртона участники были вынуждены задержаться в Таборе, откуда Спик самостоятельно отправился к озеру Ньянза, как его называли местные жители. Уже 30 июля 1858 года путешественник открыл это озеро, назвав его «Виктория» в честь британской королевы. Тем не менее, большое количество информации, собранной об озере, не удалось сохранить (в том числе, сведения о высоте и площади). Согласно же предположениям Спика, Виктория являлась истоком Нила, что категорически отрицал Бёртон. 
В 1859 году Бёртон был вынужден задержаться в Адене. Не дожидаясь его, Спик отправился в Лондон, куда прибыл 8 мая 1859 года, объявив общественности (в том числе, Королевскому географическому обществу) об открытии истока Нила. Когда 21 мая на родину вернулся Бёртон, путешественник сильно разозлился на Спика, так как согласно договорённостям они должны были вместе выступить перед Географическим обществом. К тому же, он отрицал идею Джона о том, что озеро Виктория являлось истоком Нила. В дальнейшем конфликт был обострён тем фактом, что Спику поручили возглавить собственную экспедицию, целью которой было достичь нильских истоков и спуститься вниз по реке, связав маршрут предыдущей экспедиции с маршрутами исследователей, продвигавшихся по Нилу с севера. Бёртон не был приглашён. Но, несмотря на это, 13 июня 1859 года оба путешественника предоставили Королевскому географическому обществу подготовленные совместно бумаги, посвящённые экспедиции.
В октябре 1860 года, вместе с Джеймсом Огастасом Грантом, Спик отправился в новую экспедицию, начав её с острова Занзибар. Достигнув в январе 1861 года города Табора, путешественники взяли курс на северо-северо-запад в государство Карагве, а затем — в государство Буганда (Уганда). По пути участники открыли вулканические горы Мфумбиро (Муфумбиро, Вирунга), которые возвышались далеко на западе, на территории Руанды. Здесь же британские путешественники открыли реку Кагера, главный приток озера Виктория. В январе 1862 года Спик отправился в Буганде, но уже без Гранта, который из-за болезни задержался в Карагве. В феврале исследователь достиг резиденции короля Буганде, где провёл около полугода: только в мае к нему присоединился отставший Грант. Здесь путешественники разделились на две группы: Грант двинулся на северо-запад, а Спик — на восток. 28 июля 1862 года последний достиг озера Виктория. Впоследствии Спику удалось повторно открыть главный приток озера — реку Кагера, при этом путешественник установил место выхода реки Виктория-Нил. Спустившись вниз по реке, Спик объединился с группой Гранта, доплыв до города Гондокоро в южной части Судана, где встретил английского путешественника Сэмюэла Бейкера. Затем экспедиция доплыла до Александрии, откуда в Лондон была отправлена телеграмма «The Nile is settled» (в переводе с английского языка «С Нилом всё в порядке»). В июне 1863 года путешественники были уже на родине.
Тем не менее спор вокруг истока Нила не был решён. Бёртон и ряд других исследователей скептически отнеслись к открытиям Спика, а последний в запальчивости обвинил своего товарища в гомосексуализме. На 18 сентября 1864 года в городе Бат были специально назначены дебаты между двумя исследователями. Бёртон собирался отталкиваться от той мысли, что озеро Виктория состояло из двух обособленных озёр. Кроме устных данных у Спика не было доказательств иной точки зрения.
Утром, накануне дебатов, стало известно, что Спик умер от огнестрельного ранения, которое было нанесено самим путешественником во время охоты. Остаётся неизвестным, было ли это несчастным случаем или самоубийством.
В 1990 году в США был снят биографический фильм о Спике — «Лунные горы». В честь путешественника назван один из пиков в горах Рувензори (Уганда).